# Gorgone
Gorgone (grč. Γοργόνες, Gorgónes ili Γοργοῖ , Gorgoĩ) u grčkoj mitologiji ženska su stvorenja s oštrim očnjacima i zmijskom kosom, kćeri morskog boga Forka i Keto ("Forkide"), a njihov je pogled okamenjivao. Najpoznatija je Meduza.

## Etimologija
Grčko ime Gorgona dolazi od riječi γοργώς,  Gorgốs = "užasan", od ie. korijena *greg- (Karl Hoffmann) ili *gragnis (Émile Boisacq), koji je bio rijedak (stir. garg = "divlji", arm. karcr = "tvrd").

## Karakteristike
Gorgone su katkad prikazivane sa zlatnim krilima, bakrenim pandžama i veprovim kljovama, s posebno izraženim pogledom koji je okamenjivao.
Nekim pravom Gorgonom smatraju samo Meduzu, dok ostali gledaju na njih kao trojstvo. Meduza je prikazivana često kao zvjersko žensko ljudsko lice koje je pogledom okamenjivalo. Često je prikazivana s krilima i pandžama i s kosom od zmija.
Dok su Gorgonu/Meduzu starogrčki oslikavatelji vaza i urezivači reljefa prikazivali kao čudovište, umjetnici od 5. stoljeća pr. Kr. nadalje prikazivali su je prekrasnom ali istodobno i užasnom.

## Gorgone
Homer piše samo o jednoj Gorgoni, kojoj je glava bila u središtu Zeusove egide, a također je opisuje i kao "užasno čudovište" kojem je glava u Hadu.
Heziod povećava broj Gorgona na tri:
- Stena ("moćna")
- Eurijala ("dalekoskakačica")
- Meduza ("kraljica")

Dom im je na najudaljenijoj strani zapadnog oceana, prema kasnijim izvorima u Libiji. Jedino je Meduza bila smrtna.
Atička je tradicija prikazivala Gorgonu kao čudovište kojeg je rodila Geja da bi pomogla Titanima protiv bogova te da ju je ubila Atena. Eshil piše da su Gorgone imale samo jedan zub koje su međusobno mijenjale, ali vjerojatno se radi o Grejama.
Prema Apolodoru, sve su Gorgone imale zmijsku kosu i okamenjivale pogledom.

## Kult
U staroj Grčkoj Gorgoneion bio je prikaz (crtež, kamena glava, gravura, slika) Gorgonina lica, često s mahnitim zmijama i jezikom koji izviruje pored očnjaka. Često se rabio kao simbol, odnosno amulet, smješten na vratima, zidovima, novcu, štitovima, grudobranima i nadgrobnim spomenicima da bi otjerao zlo.
Marija Gimbutas vjeruje da je prototip Gorgoniona u neolitičkim umjetničkim motivima, posebice u antropomorfiziranim vazama i terakota maskama obloženim zlatom. Velike oči bile su božanske oči, a imala ih je i Atena te njezina sveta ptica - sova. Mogle su biti predstavljane spiralama, koncentričnim kružnicama i na slične načine. Zmije su pak simboli smirenja i povećavanja. Katkad su Gorgoneia, gorgonioni, obdareni ptičjim stopalima ili pčelinjim krilima, simbolima regeneracije, a isplaženi jezik simbol je smrti.

## Mitologija
Prema Ovidiju samo je Meduza imala zmije u kosi zato što ju je Atena proklela. Naime, Meduza je spavala s Posejdonom u Ateninu hramu jer je njega uzbudila njezina zlatna kosa. Atena je poslije pretvorila njezine zlatne uvojke u zmije. 
Ubio ju je Perzej te je nosio njezinu glavu kao štit (Atena je formirala egidu) i oružje, a prema nekim izvorima glava joj je pokopana u atenskoj Agori.

## Vanjske poveznice
- Gorgone u klasičnoj literaturi i umjetnosti (engl.)
- Gorgona, primarna, od čije je glave Zeus načinio štit (engl.)
- Meduza u grčkoj mitologiji (engl.)
- Meduza u klasičnoj literaturi i umjetnosti (engl.)